# Alfa Antliae
Alfa Antliae (α Ant / HD 90610 / HR 4104) es la estrella más brillante en la constelación de Antlia, la máquina neumática, con magnitud aparente +4,48. Se encuentra a 366 años luz de distancia del sistema solar.
Alfa Antliae es una gigante naranja de tipo espectral K4III con una temperatura superficial comprendida entre 3990 y 4100 K. La incertidumbre en la temperatura hace que su luminosidad tampoco pueda ser precisada, ya que al disminuir la temperatura la cantidad de radiación infrarroja invisible emitida es mayor; si la temperatura más alta es la correcta, Alfa Antliae es 480 veces más luminosa que el Sol, mientras que si lo es la temperatura más baja, su luminosidad aumenta hasta 555 veces la luminosidad solar.
La medida de su diámetro angular —3,63 milisegundos de arco— revela que es una gigante de gran tamaño, con un radio 57 veces más grande que el del Sol.
Tampoco se sabe con certeza en que fase de su evolución se encuentra. No está en una fase estable, ya que parece ser una estrella variable que recibe la denominación de variable provisional NSV 4862. Con una masa estimada de 2,2 masas solares y una edad aproximada de 1000 millones de años, probablemente está aumentando en brillo con un núcleo inerte de carbono antes de transformarse en una variable Mira.